# Kh
<kh> és un dígraf que es fa servir sobretot en transcripcions de llengües estrangeres en alfabet llatí per a representar la fricativa velar sorda, la fricativa uvular sorda i fins a la fricativa faríngia sorda ([x],[χ] i [ħ] respectivament en l'alfabet fonètic internacional), quan no és propi de la seva llengua, com en el cas del català. Generalment s'usa en neologismes d'origen oriental, per exemple Kazakhstan o Khomeini. Probablement en la parla popular, s'haurien resolt transformant-se en <k> (majo>maco, jefe>quefe…).

## Exemples
- S'empra el dígraf <kh> per la transcripció en català de la consonant hebrea Caf fricativa: רכסים transcrit Rekhassim.[3]